# استیو بینگ
استیفن لئو بینگ (Stephen Leo Bing) (زادهٔ ۳۱ مارس ۱۹۶۵ – درگذشتهٔ ۲۲ ژوئن ۲۰۲۰)، تاجر، نوع‌دوست، تهیه‌کنندهٔ فیلم و فیلم‌نامه‌نویس آمریکایی بود. او بنیان‌گذار برنامهٔ سرگرمی شانگری‌لا، یک سازمان فعال در حوزهٔ ملک، ساخت‌وساز، سرگرمی و موسیقی بود.

## اوایل زندگی
بینگ در سال ۱۹۶۵ در نیویورک چشم به جهان گشود. والدینش هلن، پرستار و پیتر بینگ، پزشک عمومی بودند. او پیشینه-ی یهودی داشت. بینگ در مدرسهٔ هاروراد وست‌لیک در لس‌آنجلس درس خواند و در هجده سالگی ششصد میلیون دلار از پدربزرگش، لئو اس بینگ که مشاور املاک و مستغلات بود، به میراث برد. لئو اس. بینگ در دههٔ ۱۹۲۰ در نیویورک این ثروت را اندوخته بود و در «فهرست‌های ۲۰۱۰» نسخهٔ ژانویه ۲۰۱۰ مجلهٔ کسب‌وکار لس‌آنجلس، نام او را در بخش «ثروتمندترین لس‌آنجلسی‌های» مجله آوردند که دارایی او را در شمارهٔ ۴۶، حدود ۵۹۰ میلیون دلار تخمین نمودند. بینگ پس از به ارث‌بردن این ثروت، دانشگاه استنفورد را رها کرد تا به‌دنبال شغلی در هالیوود برود.

## صنعت سرگرمی
طبق گزارش‌ها، بینگ هشتاد میلیون دلار برای تولید انیمیشن قطار سریع‌السیر قطبی سرمایه‌گذاری کرد که در آن از صدای تام هنکس استفاده شد. این انیمیشن با فروش جهانی ۲۸۵ میلیون دلاری، یکی از فیلم‌های پرفروش آن سال بود. او همچنین یکی از سرمایه‌گذاران فیلم بئوولف به کارگردانی رابرت زمیکس و نیز سرمایه‌گذار و تهیه‌کنندهٔ فیلم مستند نوری بتابان با محوریت گروه موسیقی رولینگ استونز به کارگردانی مارتین اسکورسیزی بود. بینگ سرمایه‌گذار آلبوم آخرین مرد ایستاده از جری لی لوئیس نیز بود که به‌صورت مستقل منتشر شد.
او علاوه بر تهیه‌کنندگی و سرمایه‌گذاری در صنعت فیلم، یکی از نویسنده‌ها و فیلم‌نامه‌نویسان جک کانگورو در سال ۲۰۰۳ نیز بود.

## سیاست
طبق گزارش مرکز رقابت‌های سیاسی مسئولانه، بینگ با تخصیص ۵۰۰ دلاری در سال ۱۹۹۳ در حمایت از سناتور ایالت نیوجرسی، فرانک لاتنبرگ، در اعلام نامزدی مجدد او در انتخابات، فعالیت خود را آغاز کرد و نهایتاً بیش از ۱۰٫۷ میلیون دلار در سطح فدرال به حزب دموکرات و نامزدهایش کمک کرد.
با اهدای ۸٫۲ میلیون دلار از سوی بینگ به کمیتهٔ ملی دموکرات، بالاترین مبالغ چک در سال ۲۰۰۲ نوشته شدند. او به نامزدهای خاصی نظیر ال گور، هیلاری کلینتون، جان کری، نانسی پلوسی و داین فاینستاین نیز کمک کرد.
گزارش شده که بینگ حداقل ۴۹٫۵ میلیون دلار در طول چرخهٔ کارزار انتخاباتی سال ۲۰۰۶ برای حمایت از گزارهٔ ۸۷،‏ مبتکر کالیفرنیایی با هدف افزایش چهار میلیارد دلاری، مالیات تولید نفت برای توسعهٔ سوخت‌های جایگزین سرمایه‌گذاری کرده‌است. او همچنین از چندین رقابت کلیدی در بخش‌های دیگر کشور که دموکرات‌ها برای بازپس‌گیری کنترل کنگره می‌جنگیدند، حمایت کرد. آن‌ها از رقبای دموکرات بودند؛ برای مثال، باب کیسی جونیور در پنسیلوانیا که نمایندهٔ حزب بزرگ قدیمی محافظه‌کار سناتور ریک سنتوروم و سناتور آیندهٔ ایالات متحده تمی داکورت در ایلینوی را از کرسی محروم کرد، سپس یک معتمد کنگرهٔ دموکرات و یکی از نیروهای گارد ملی ارتش که پاهای خود را در عراق از دست داده بود، برای شکست پیتر روساکم، سناتور ایالت، به رقابت پرداختند. طبق گزارش منشی ارشد ایالت کالیفرنیا، بینگ به‌جز مشارکت‌های مالی در گزارهٔ ۸۷، مبلغ ۸٫۷ میلیون دلار به کالیفرنیا اهدا کرده‌است. در سال ۲۰۰۵، او ۴٫۲۵ میلیون دلار برای دفاع از گزارهٔ ۸۷ هزینه کرد که البته موفقیت‌آمیز هم بود. این ابتکار عمل مجدد منطقه‌ای از سوی فرماندار آرنولد شوارتزنگر بود. سایر ذینفع‌های سیاسی او شامل حزب دموکرات کالیفرنیا (۶۴۰٫۱۷۲ دلار)، فرماندار گری دیویس (۶۷۵۰۰۰ دلار) و شهردار سان‌فرانسیسکو، گوین نیوسام که کمپین او در سال ۲۰۰۴ مبلغ ۷۵۰ دلار دریافت کرده بود، هستند.
در اکتبر ۲۰۰۸، بینگ متعهد شد که از ۱۷ تا ۱۹ اکتبر به کمپین «نه» به گزارهٔ ۸، به‌صورت رقابتی سرمایه اهدا کند.
در ۱۸ دسامبر ۲۰۰۸، بنیاد ویلیام جونیور کلینتون، فهرستی از تمام مشارکت‌های مالی منتشر کرد که اسم استیفن ال. بینگ با مبلغ ۱۰ تا ۲۵ میلیون دلار هم در آن بود.
در ۵ اوت ۲۰۰۹، یک هواپیمای خصوصی ۷۳۷ متعلق به بینگ مستقر در فرودگاه باب هوپ در کالیفرنیای جنوبی، برای بازگرداندن گزارشگرهای آمریکایی، لورا لینگ و یونا لی که پنج ماه از محکومیت دوازده‌ماههٔ خود را در کرهٔ شمالی گذرانده بودند، استفاده شد. رئیس‌جمهور سابق، بیل کلینتون، در بازگرداندن آن‌ها نقش مؤثری داشت و آن‌ها را برای بازگشت به ایالات متحده همراهی کرد. گزارش شد که بینگ هزینهٔ کامل پرواز به مبلغ حدود ۲۰۰ هزار دلار را برعهده گرفت.

## زندگی شخصی

### لیسا باندر
در سال ۲۰۰۱، بینگ از میلیاردری به نام کرک کرکوریان به اتهام تعرض به حریم خصوصی شکایت کرد. بینگ مدعی شد که آنتونی پلیکانو، بازپرس خصوصی جنایی محکوم، نخ‌دندان بینگ را از سطل زباله بیرون آورده تا دی‌ان‌ای او را جمع‌آوری کند. در همان زمان کرکوریان در دعوای حقوقی با همسر قبلی‌اش لیزا باندر، بازیکن حرفه‌ای سابق تنیس بود؛ مرافعه بر سر مبلغی بود که او باید برای حمایت از فرزندشان می‌پرداخت. این میلیاردر مشکوک شده بود که نامزد سابق لیزا یعنی بینگ، پدر بیولوژیکی دختر باندر، یعنی کیرا است. پس از آن‌که با آزمایش دی‌ان‌ای اثبات شد که بینگ پدر کیرا است، کرکوریان و بینگ مشاجره‌شان را در بیرون از دادگاه حل‌وفصل کردند.

### الیزابت هرلی
بینگ با الیزابت هرلی وارد رابطه‌ای شد که به بارداری الیزابت انجامید. بینگ به سقط جنین پافشاری کرد اما الیزابت امتناع ورزید. بینگ پدر بودن را با این ادعا که رابطهٔ آن‌ها رابطهٔ مختصر غیرانحصاری در سال ۲۰۰۱ بوده‌است، نادیده گرفت. گرچه آزمایش دی‌ان‌ای بینگ را به‌عنوان پدر آن بچه تأیید کرد. الیزابت در ۴ آوریل ۲۰۰۲، دامیان چارلز هرلی را به دنیا آورد که بینگ هرگز او را ملاقات نکرد. هیو گرانت، پدربزرگ دامیان است.

### آنتونی پلیکانو
آنتونی پلیکانو فاش کرد که بینگ پدر دختر باندر است. او بازپرس خصوصی لس‌آنجلسی (و استراق‌سمع‌کننده) بود که از سوی وکیل کرکوریان استخدام شده بود و از طرف دیگر یکی از دوستان بینگ هم به‌شمار می‌رفت. طبق گزارش اف‌بی‌آی، پلیکانو گاهی میان دو موکل از هالیوود را برهم می‌زد و در یک مورد از سرمایه‌گذاری به نام رون بورکل ۱۰۰ تا ۲۵۰ هزار دلار اخاذی کرد تا از سوی مایکل اویتز، موکل دیگرش تحت بازرسی قرار نگیرد. در بحبوحهٔ پرونده، نیویورک تایمز گزارش داد که بینگ از ژوئن ۲۰۰۰ تا اوت ۲۰۰۲، مجموعاً ۳۳۵ هزار دلار به پلیکانو پرداخت کرده‌است. طبق گزارش متخصصان از تماس‌های ضبط‌شده، پلیکانو در آوریل و مه ۲۰۰۲ برای وکیل کرکوریان رجزخوانی کرده که در مناقشهٔ تعیین پدرِ فرزندِ الیزابت هرلی، با بینگ همراهی می‌کرده و به او مشاوره می‌داده‌است که این ادعا بعدها در اخبار منتشر شد. یکی از وکلای بینگ، مارتین سینگر، ادعای پلیکانو در مورد مناقشه‌های مربوط به هرلی را دروغ محض خواند. (پلیکانو در سال ۲۰۰۳ اعلام کرد هرگز در مورد بازپرسی هرلی یا هیچ‌کس دیگر با بینگ یا وکیل او آقای مارتین سینگر در ارتباط نبوده و به همین دلیل، طبق گزارش‌ها، دیلی میل، مبلغ توافقی قابل‌توجهی به بینگ پرداخت کرد). پس از دو محاکمه در سال ۲۰۰۸ که بینگ در آن شهادت نداد، پلیکانو به ۷۸ فقره شنود، کتک‌کاری، کلاه‌برداری با سیم و توطئه محکوم شد. پلیکانو به ۱۵ سال زندان و به‌همراه تری ان. کریستنسن، به پرداخت ۲ میلیون دلار محکوم شد.

## بشردوستی
در آوریل ۲۰۱۲، بینگ ملزم شد تا به پیمان بخشش که از سوی بیل گیتس و وارن بافت آغاز شده بود، بپیوندد و داوطلبانه بخش عظیمی از دارایی خود را با کمال میل به خیریه ببخشد.

## مرگ
در ۲۲ ژوئن ۲۰۲۰، بینگ در ۵۵ سالگی از آپارتمان خود در طبقهٔ ۲۷ ساختمان ده هزار (لس‌آنجلس) (ده هزار بولوار سانتا مونیکا) در سنچری سیتی، لس‌آنجلس، به بیرون پرید و خودکشی کرد. دارایی او در زمان مرگ، ۳۰۰ هزار دلار بود و بیشتر ارثیهٔ ششصد میلیون دلاری خود را خرج کرده بود.